# Эремурус алтайский
Эре́мурус алта́йский (лат. Erēmurus altāicus) — вид однодольных растений рода Эремурус (Eremurus) семейства Ксанторреевые (Xanthorrhoeaceae).

## Описание
Многолетнее травянистое розеточное растение 50—120 см высотой. Корневищный геофит. Корневище толстое и короткое. Корни мочковидные, утолщённые; длиной до 20 см, шейка с немногочисленными волокнами от старых листьев.
Листья прикорневые, широколинейные, мечевидные, заострённые, либо линейно-ланцетные, 20—40 см длиной и 8—20 мм шириной; листорасположение очерёдное.
Стебель прямостоячий, цилиндрический, до 40—80 см высотой.
Соцветие кистевидное 15—30 см длиной, представляет собой простой неветвистый стебель.
Цветки шестилепестковые с актиноморфным околоцветником, околоцветник бледно-жёлтый, листочки околоцветника 10—12 мм, цветоножка 12—16 мм; тычиночные нити значительно длиннее околоцветника.
Плод — сухая шаровидная, гладкая коробочка бурого оттенка, 7—10 мм в поперечнике.
Семена трёхгранные, буровато-чёрные,, с острыми рёбрами, иногда узкокрылатыми, 3—4 мм длиной.
Эремурус алтайский отличается от близкого вида Эремурус загорелый (Eremurus fuscus) более светлой спинкой листочков околоцветника, а также более короткими листочками околоцветника, меньшей высотой растений, более мелкими корнями, менее опушёнными прицветниками, невздутыми гладкими коробочками.

## Распространение и экология
Произрастает от предгорий до альпийского пояса (200—3000 м над уровнем моря), в степях на солончаках. Ареал вида — в России Алтайский край, восток Казахстана, Монголия, Кыргызстан, Узбекистан, Таджикистан; на западе Китая возможно спутан с эремурусом загорелым. Описан с предгорий Алтайских гор: по реке Убе, притоку Иртыша.

## Охрана
Занесён в Красную книгу Алтайского края в категорий 2б: уязвимый вид, имеющий в крае северо-восточную границу ареала. Известно пять местонахождений вида в крае, численностью популяций около 1000 экземпляров, состояние локальных популяций стабильное. Опасения вызывает хозяйственная деятельность человека (горные разработки, распашка земель, выпас скота). Вид охраняется в Локтевском заказнике. Интродуцирован в Южно-Сибирский ботанический сад Барнаула, цветёт и даёт самосев.